# Palazzo d'Orléans
Il Palazzo d'Orléans, a Palermo, è un palazzo settecentesco, residenza reale della famiglia reale francese; oggi è sede della presidenza della Regione siciliana.
L'ingresso principale si trova in Piazza Indipendenza, di fronte alla parte normanna di Palazzo dei Normanni.
Del palazzo fa parte un ampio giardino, il Parco d'Orléans, con Ficus magnolioides dalle radici volanti ed animali esotici, aperto al pubblico.

## Storia

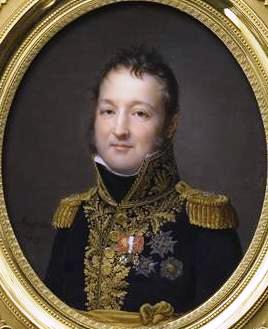
Luigi Filippo d'Orléans nel 1815

Il principe Monroy nel 1775 costruisce il primo nucleo del palazzo, assai più piccolo di quello attuale.
Il palazzo, messo all'asta, è acquistato dal mercante Antonino Oliveri, che dal 1784 al 1806 amplia l'edificio a destra e a sinistra e costruisce la sopraelevazione al terzo piano.
Vi si rifugiò, dal 1808 al 1814 il futuro re di Francia Luigi Filippo d'Orléans, che si stabilì nel palazzo e nel 1809 si sposò con Maria Amalia di Borbone, principessa delle Due Sicilie e figlia del re Ferdinando I delle Due Sicilie, e l'anno dopo lo acquistò. Qui nacquero i loro primi tre figli (Ferdinand-Philippe, Louise et Marie). Il Borbone-Orléans avvia un'ulteriore fase di ampliamento dell'edificio e acquisisce anche le adiacenti palazzine Gerardi e Bentivegna.
Maria Amalia dona nel 1856 il palazzo e la tenuta palermitana al figlio Enrico d’Orléans, tenuta che raggiunge l'ampiezza di 63 ettari. L'eredità passa quindi al nipote Luigi Filippo Roberto d'Orléans, che vi muore nel 1926 e passa alla sorella Maria Amalia, regina del Portogallo che due anni dopo lo cede al cugino Giovanni, duca di Guisa.
Il 10 febbraio 1929, il palazzo ospitò il matrimonio della principessa Françoise d'Orléans e del principe Cristoforo di Grecia e Danimarca. Sempre al Palais d'Orléans è stato celebrato il matrimonio del principe Henri d'Orléans, conte di Parigi e della principessa Isabella d'Orléans-Braganza. I festeggiamenti iniziarono il 7 aprile 1931, il giorno prima della benedizione nuziale con un gran ballo. Poi l'indomani, 8 aprile 1931, al termine della cerimonia religiosa, vi fu servito un pranzo per mille invitati, dopodiché gli sposi vennero a salutare sul balcone la folla dei loro sostenitori che avevano compiuto il viaggio dalla Francia.
Nel 1940 il palazzo viene requisito dal governo italiano. Nell'agosto 1943 è sede degli uffici degli alleati (Amgot), poi dell'Alto commissario per la Sicilia e nell'agosto 1947 passa alla Regione Siciliana per essere sede della presidenza.
Ma la Commissione di conciliazione italo-francese nel 1950 impone la restituzione dell'immobile ai vecchi proprietari (Enrico, conte di Parigi), che lo vendono definitivamente alla Regione, dopo che il presidente Giuseppe Alessi decreta il 14 maggio 1953 l'acquisto dell'immobile per 210 milioni di lire.
Torna sede della presidenza della Regione nel 1955, e da quella data torna sede della presidenza della Regione.
Nel 1956 l'adiacente palazzo Bentivegna fu demolito per costruirvi un edificio di sette piani destinato ad ospitare gli uffici della Segreteria generale della Presidenza.